# Cabo Circuncisión
El cabo Circuncisión (en noruego: Kapp Circoncision) es una península y cabo ubicado en el extremo norte-occidental de la isla subantártica Bouvet. La pequeña península fue avistado por la exploración naval francesa que fue dirigido por Jean-Baptiste Charles Bouvet de Lozier el 1 de enero de 1739 que el día es la fiesta de la Circuncisión y así le da nombre. El cabo fue la ubicación elegida para el campamento base de la expedición noruega entre 1928 y 1929.